# Winnebachseehütte
Die Winnebachseehütte ist eine Schutzhütte der Sektion Hof des Deutschen Alpenvereins in 2362 Metern Höhe am Winnebachsee nördlich über Gries im Sulztal in den Stubaier Alpen.

## Geschichte
Die Hütte wurde 1901 von der Sektion Frankfurt/Oder des Deutschen und Österreichischen Alpenvereins erbaut.
Nachdem der Deutsche Alpenverein nach dem Zweiten Weltkrieg in der sowjetischen Besatzungszone verboten war, stand das Schutzhaus leer und verwahrloste. Es wurde von den Siegermächten dem Österreichischen Alpenverein übergeben. Dieser übereignete es am 1. Januar 1955 der Sektion Hof des DAV, die damals ohne Schutzhaus war.
Erweiterungen erfolgten 1960, 1983 und 1986. Eine Materialseilbahn mit der Möglichkeit des Gepäcktransports vom Winnebachhof aus ist vorhanden. Ein weiterer Umbau mit Vergrößerung auf der Südseite erfolgte 2015.
Die Sektion Frankfurt/Oder des DAV ist im April 1992 wieder gegründet worden; eine Rückgabe des Schutzhauses am Winnebachsee an diese ist jedoch nicht vorgesehen.

## Anreise
- per Wanderbus bis Gries im Sulztal

## Zugänge
- von Gries im Sulztal (1572 m), Gehzeit: 2 Stunden bzw. 1¾ Stunden von Winnebach (1691 m)

## Übergänge
- Schweinfurter Hütte (2028 m) über das Zwiselbachjoch (2870 m), Gehzeit: 5 Stunden
- Westfalenhaus (2276 m) über das Winnebachjoch (2788 m),  Gehzeit: 4 Stunden
- Amberger Hütte (2135 m) über die Gaißlehnscharte (3054 m), Gehzeit: 5 Stunden, nur mit Alpin-Gletschererfahrung
- Amberger Hütte (2135 m) über Gries im Sulztal (1572 m), Gehzeit: 4 Stunden
- Pforzheimer Hütte (2308 m) über die Roßkarscharte (3053 m), hochalpin

## Gipfeltouren
- Ernst-Riml-Spitz (2507 m): ½ Stunde
- Gänsekragen (2914 m): 1½ Stunden
- Winnebacher Weißkogel (3182 m): 3½ Stunden
- Breiter Grießkogel (3287 m): 3½–4 Stunden, meistens Pickel und Steigeisen erforderlich
- Hoher Seeblaskogel (3225 m): 3½–4 Stunden
- Bachfallenkopf (3176 m): 3½–4 Stunden
- Vordere Winnebachspitze (3006 m): über Putzenkarscharte, Säuischbachferner 3½–4 Stunden
- Strahlkogel (3288 m): Gehzeit: 5 Stunden, Alpinerfahrung notwendig, sehr schwierige Kletterei